# Dissertation
Eine Dissertation (abgekürzt Diss.), Doktorarbeit, seltener Promotionsschrift, Dissertationsschrift oder Doktorschrift, offiziell auch Inauguraldissertation, Antritts- oder Einführungsdissertation, ist eine wissenschaftliche Arbeit zur Erlangung eines Doktorgrades an einer Wissenschaftlichen Hochschule mit Promotionsrecht. Zur Promotion ist neben der Veröffentlichung der Dissertation (Hochschulschrift) entweder eine mündliche Prüfung (Rigorosum) oder eine mündliche Verteidigung der Dissertation (Disputation) notwendig.
Das Wort „Dissertation“ stammt vom lateinischen Wort dissertatio ab, das „Auseinandersetzung“, „Erörterung“ oder „ausführliche Besprechung“ bedeutet. Ursprünglich war die dissertatio eine Art Thesenpapier, das die damalige Kernleistung der Promotion, die disputatio, ergänzen und vorbereiten sollte. Im 19. Jahrhundert kehrte sich die Gewichtung von Dissertation und mündlichem Verfahren um, weshalb man die vor 1800 publizierten Dissertationen generell als „ältere Dissertationen“ bezeichnet. Sie sind nicht mit heutigen Dissertationen vergleichbar.
Die Dissertation ist heute der bei weitem aufwendigste und wichtigste Leistungsbestandteil der Promotion zum Doktor, deren Umfang mehrere hundert Seiten umfassen kann. Weitere Leistungsbestandteile können eine mündliche Prüfung, die Rigorosum, Defensio oder Disputation genannt wird, sowie ein mehrsemestriges Doktoratsstudium sein. Die Regeln und der Ablauf des Promotionsverfahrens unterscheiden sich je nach Rechtsrahmen, Universität und Fakultät.
Im Gegensatz zu einer Examens-, Magister- oder Diplomarbeit, die nach Themenvorgabe durch Hochschullehrer entsteht und im Regelfall nur den aktuellen Forschungsstand wiedergeben soll, ist eine Dissertation eine eigenständige wissenschaftliche Arbeit, die in der Regel einen forschungsbasierten Wissenszuwachs enthalten soll. Sie wird meistens an einem universitären Institut unter Betreuung eines Hochschullehrers erstellt, der traditionell „Doktorvater“ (bzw. „Doktormutter“ im Fall von Professorinnen und Privatdozentinnen), Mentor oder Betreuer genannt wird. Nach den meisten deutschen und österreichischen Promotionsordnungen muss ein Zweitbetreuer von Anfang an festgelegt werden; hierbei kann es sich auch um Angehörige einer anderen Universität handeln. Im Normalfall müssen die Betreuer habilitiert sein, an den meisten deutschen Universitäten dürfen daneben auch Juniorprofessoren Promotionen betreuen. Die Dissertation kann dabei auch außerhalb der Hochschule, also ohne Anstellung oder Immatrikulation bei einer Universität, angefertigt und „extern“ bei dieser eingereicht werden.
In Deutschland darf ein Doktorgrad in der Regel erst geführt werden, nachdem die Dissertation publiziert wurde. Daneben erlauben manche Prüfungsordnungen die vorübergehende Führung eines „Dr. des.“ (Doctor designatus) nach erfolgreicher mündlicher Prüfung. Die Publikationspflicht für Doktorarbeiten ist eine deutsche Besonderheit und wurde im 19. Jahrhundert ausgehend von den preußischen Universitäten eingeführt, um die Qualität der Dissertationen zu erhöhen. Weder Österreich oder die Schweiz noch andere europäische Länder verpflichten die Promovierten zur Publikation der Doktorarbeit.

## Inhalt und Form von Dissertationen
Je nach Fach beschäftigt sich eine Dissertation theoretisch, hermeneutisch oder historisch mit einem Gegenstand oder sie beschreibt und interpretiert empirisch oder experimentell gewonnene Erkenntnisse. Als Sprachen sind in vielen deutschen Promotionsordnungen Deutsch und Englisch gleichermaßen zugelassen, weitere Sprachen sind je nach Fachgebiet möglich. Vor allem dann, wenn die Arbeiten innerhalb eines internationalen Kooperationsprojekts entstanden sind, ist Englisch heutzutage oft verpflichtend, vor allem in den Naturwissenschaften.
Eine Dissertation soll belegen, dass der Kandidat selbstständig wissenschaftlich zu arbeiten versteht. Sie soll im Regelfall neue Erkenntnisse zu dem gewählten Gegenstand enthalten und methodisch einwandfrei sein. Eine Dissertation ist damit eine vollwertige Forschungsarbeit. Wichtig zum Nachweis der Fähigkeit zum eigenverantwortlichen wissenschaftlichen Arbeiten sind auch die Kenntnis der relevanten Forschungsliteratur und der üblichen Arbeitsweise des Fachgebiets, das Ziehen überprüfbarer Rückschlüsse sowie die Einbettung der eigenen Arbeiten in den wissenschaftlichen Kontext. Zur Textmenge einer Dissertation gibt es üblicherweise keine Vorschriften. Der Umfang variiert stark je nach dem Gebiet und liegt bei Monografien zwischen 200 und 2200 Seiten in den geisteswissenschaftlichen Fächern, während er in den Naturwissenschaften nur etwa 30 bis 150 Seiten beträgt.
Einen Sonderfall stellen deutsche medizinische Dissertationen dar: Abhängig von der Art der Arbeit (klinisch/experimentell, prospektiv/retrospektiv) variiert der Arbeits- und Zeitaufwand hier stark. Während manche Arbeiten vergleichbar mit denen in anderen naturwissenschaftlichen Fächern sind, gibt es auch viele Dissertationen, die innerhalb eines Jahres fertiggestellt werden. Aus diesem Grund gibt es eine Debatte über eine Vereinheitlichung der Promotionsanforderungen.
Für Gliederung, Zitate anderer Arbeiten und den formalen Nachweis der Selbständigkeit sind gewisse Formen üblich oder in der Promotionsordnung der Fakultät bzw. des Fachbereichs vorgeschrieben. Betrug (etwa durch Hinzuziehung eines Ghostwriters), ein nachgewiesenes Plagiat oder die auszugsweise Übernahme fremder Texte ohne Quellenangabe kann auch noch im Nachhinein zur Aberkennung des Doktorgrades und gegebenenfalls zu strafrechtlichen Konsequenzen führen.
Die Arbeit ist je nach Promotionsordnung in drei bis fünf Exemplaren in gebundener Form und meist zusammen mit der PDF-Datei auf CD-ROM beim fachlich zuständigen Dekanat einzureichen. Die Arbeit ist heute vielfach auch als Datei vorzulegen, denn durch Plagiatsaffären ist in vielen Fakultäten zu einer Prüfung der Arbeit mit entsprechender Software übergegangen worden.
In der Phase nach der Disputation wird das Werk zur Publikation vorbereitet, wobei je nach Promotionsordnung auf eigene Kosten bis zu sechs Belegexemplare in gedruckter Form vorzulegen sind (hier ist dann doppelseitiger Druck gängig). Verfügt die Hochschule über eine Online-Publikationsstelle, sind die Belegexemplare dort abzuliefern, zusammen mit dem Hochladen des PDF-Dokuments auf den jeweiligen Publikationsserver. In manchen Promotionsordnungen sind auch noch Veröffentlichungen in Mikroform (z. B. Microfiche) als Möglichkeit zugelassen, heute weitgehend unüblich geworden.
Einige Fakultäten bzw. Fachgebiete bieten den Promovenden zusätzlich an, ihre Dissertationen im Rahmen einer Schriftenreihe zu publizieren und im wissenschaftlichen Schriftenaustausch zu versenden, beispielsweise die DGK-Serie C der deutschen Geowissenschaften.
In vielen Fächern gilt es allerdings noch immer als sehr viel prestigeträchtiger, wenn die Dissertation als Monografie in einem etablierten Fachverlag erscheint. Hierbei stellt sich zumeist das Problem der Finanzierung, da in der Regel vom Verlag ein Druckkostenzuschuss verlangt wird, auch weitere Kosten, beispielsweise für den Erwerb von Bildrechten, können je nach Art der Arbeit hinzukommen. Nur einige besonders renommierte, begutachtete Schriftenreihen verzichten auf die Einforderung von Druckkostenzuschüssen.
Die Ablieferungsvarianten sind von der Kultusministerkonferenz harmonisiert worden. In der aktuellen Fassung dieser Grundzüge für die Veröffentlichung von Dissertationen, die seit 1997 in dieser Fassung gültig ist, wird explizit bereits die Möglichkeit der Elektronischen Dissertation erwähnt. Dieser Beschluss müsste nun deutschlandweit in den Promotionsordnungen der einzelnen Fakultäten und Universitäten umgesetzt worden sein.

### Kumulative Dissertation
Insbesondere in Naturwissenschaften sind im Gegensatz zu einer früher üblichen Monografie als Promotionsleistung auch zunehmend kumulative Dissertationen (auch Sammeldissertationen) zugelassen. In anderen Ländern sind sie bereits länger üblich. Hierbei reicht der Doktorand statt der Monografie eine Anzahl von inhaltlich zusammengehörigen Veröffentlichungen in Fachzeitschriften ein; meistens werden drei Fachartikel verlangt, obwohl sie zum Zeitpunkt der Einreichung je nach Fakultät nicht zwangsläufig alle bereits veröffentlicht sein müssen. Da kumulative Dissertationen inhaltlich auch in einem unabhängigen Verfahren, etwa im Peer-Review-Prozess anerkannter Fachzeitschriften, auf wissenschaftliche Qualität geprüft werden, erhalten die Forschungsergebnisse auch ein größeres Publikum verglichen mit vielen naturwissenschaftlichen Monografien, die bislang in nur wenigen Bibliotheken zugänglich waren, solange sie nicht gesondert als Buch in einem Verlag publiziert wurden. Der Qualitätsanspruch dieser Veröffentlichungen entspricht damit international gültigen Konventionen. Andererseits ist der zeitliche Aufwand schwieriger zu bestimmen als bei Monografien. Außer der Veröffentlichungsform unterscheidet sich die kumulative Dissertation in ihrem Wesen kaum von einer üblichen Monografie-basierten Dissertation.

## Doktorand
Ein Doktorand, Dissertant (in Österreich übliche Bezeichnung) oder Promovend ist ein Student, der den akademischen Grad des Doktors anstrebt. Meistens geschieht dies nach dem Diplom-, Master- oder Magisterstudium oder dem Staatsexamen. Doktoranden, die nicht als wissenschaftliche Mitarbeiter an einer Hochschule beschäftigt sind, können sich zur Finanzierung ihrer Arbeit beispielsweise bei einem Begabtenförderungswerk oder einem thematisch passenden Graduiertenkolleg um ein Stipendium bewerben oder von einem anderen Arbeitgeber als der Hochschule für die Zeit der Promotion finanziert werden (sogenannte „externe Promotion“). Auch kommt es vor, dass während einer Promotion der Lebensunterhalt ganz oder teilweise aus Ersparnissen oder Zuschüssen z. B. der Eltern finanziert wird.

## Voraussetzungen
Voraussetzung für eine Promotion und damit zur Anfertigung einer Dissertation ist heute, bis auf wenige Ausnahmen, ein abgeschlossenes Hochschulstudium (Diplom, Master, Magister oder Staatsexamen). Die sogenannte grundständige Promotion, bei der das Studium direkt mit einer Promotion abgeschlossen wurde, war in der Vergangenheit in manchen Fachrichtungen möglich, ist mittlerweile aber weitgehend abgeschafft. Näheres regelt die Promotionsordnung des das Forschungsgebiet betreffenden Fachbereichs an der jeweiligen Hochschule. Grundsätzlich ist auch ein Forschungsvorhaben in einem anderen als dem studierten Fachgebiet möglich. Es gibt jedoch Promotionsordnungen, die ein abgeschlossenes Studium im selben Fachgebiet oder eine Mindestnote für die Zulassung als Doktorand vorsehen.
Im Regelfall beantragt der Interessent nach Abschluss des Studiums beim Dekanat die Zulassung als Doktorand und benennt sein Forschungsthema. Falls er vorab bereits einen potenziellen Betreuer für das gewünschte Forschungsthema gefunden oder mit einem potenziellen Betreuer zusammen ein Thema festgelegt hat, kann er diesen in seinem Antrag vorschlagen. Ansonsten kann das Dekanat in der Regel helfen, einen Betreuer zu suchen, der mit dem Themengebiet vertraut ist. Aber auch eine unbetreute Promotion ist möglich.
In manchen Fachgebieten ist es üblich, dass Promotionsthemen mit dem Namen des Bearbeiters und des Betreuers in Fachzeitschriften oder Forschungsdatenbanken veröffentlicht werden. Hierdurch wird die Doppelvergabe von Themen vermieden, aber auch die Möglichkeit zum fachlichen Austausch eröffnet; zum Teil werden auch abgeschlossene oder aufgegebene Arbeiten auf diese Weise angezeigt.

## Anfertigung der Arbeit

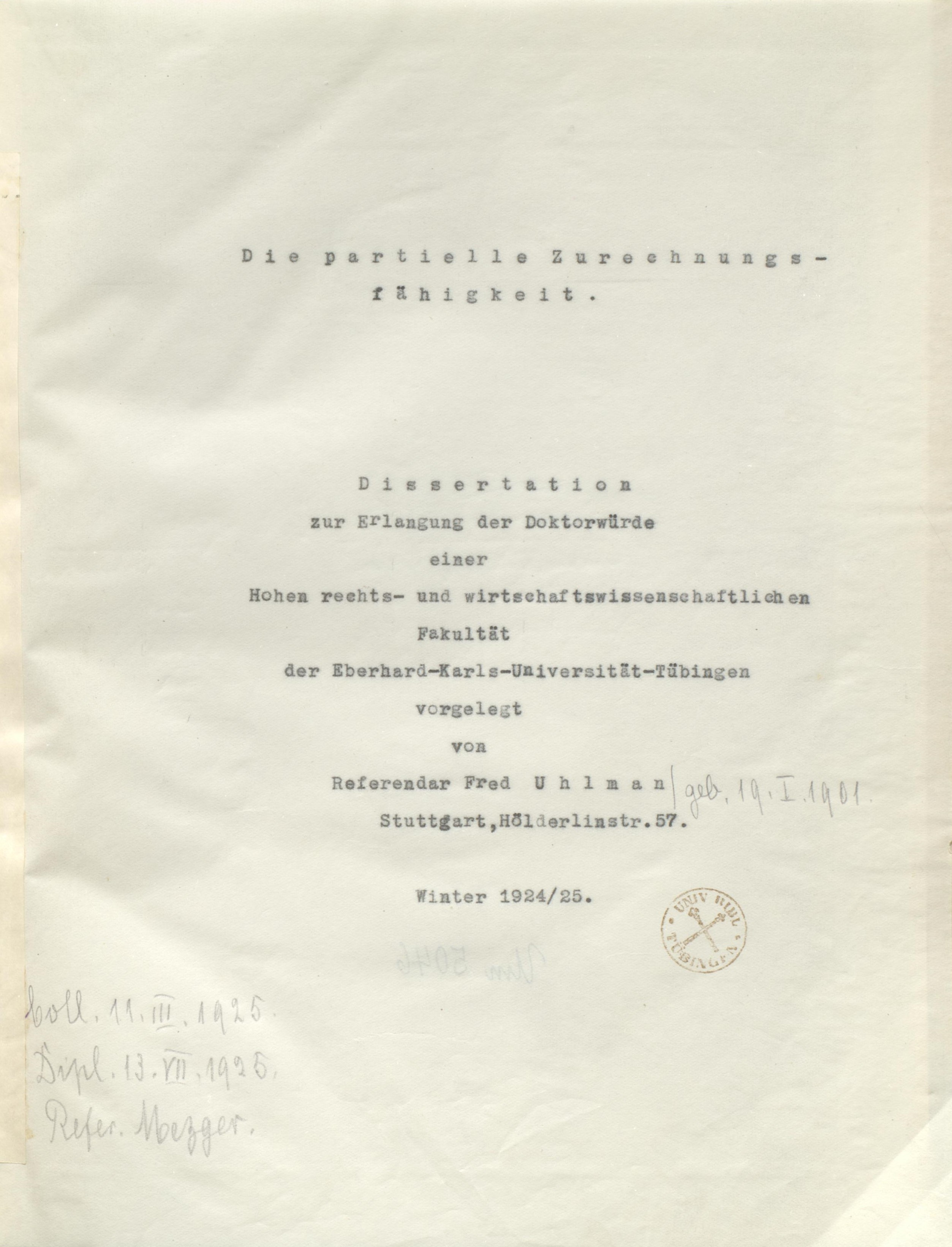
Dissertation von Fred Uhlman, 1925

### Zeitrahmen
Die zur Verfügung gestellte Zeit zwischen der Themenwahl und dem Einreichen der Arbeit wurde und wird von den verschiedenen Fachgebieten unterschiedlich gehandhabt. Während in der ersten Hälfte des 20. Jahrhunderts Dissertationen oft innerhalb eines Jahres angefertigt wurden, verlängerte sich der Zeitraum in der zweiten Hälfte auf etwa zwei bis fünf Jahre.
In der Regel werden von den Fakultäten keine festen Zeiträume vorgegeben, da beispielsweise durch unerwartete Forschungsergebnisse, notwendige Reisen usw. die Promotionsdauer verlängert werden kann, auch persönliche Umstände des Doktoranden können hier eine Rolle spielen (Kindererziehung, Pflege von Angehörigen oder gleichzeitige Berufstätigkeit usw.). Es gelten die Bestimmungen der jeweiligen Promotionsordnung, in der festgelegt worden ist, ob Abweichungen möglich sind und, falls ja, unter welchen Bedingungen.
Beispielsweise gilt nach § 6 Abs. 2 der Promotionsordnung der Fakultät für Geisteswissenschaften der Universität Hamburg in der Fassung vom 7. Juli 2010: „In der Regel soll die Dissertation nach drei Jahren eingereicht werden und das Verfahren nach vier Jahren abgeschlossen sein (Regelbearbeitungszeit).“
Nach § 4 Abs. 6 der Promotionsordnung der Medizinischen Fakultät der Eberhard Karls Universität Tübingen in der Fassung vom 10. August 2009 gilt: „Die Annahme als Doktorand wird für drei Jahre ausgesprochen. Eine Verlängerung dieser Frist kann mit Begründung von Doktorand und Betreuer beantragt werden.“
Die Ordnung zur Erlangung des akademischen Grades eines Doktors der Philosophie (Dr. phil.) an der Johann Wolfgang Goethe-Universität Frankfurt am Main in der Fassung vom 26. Juni 2001, gültig für die Fachbereiche Gesellschaftswissenschaften, Erziehungswissenschaften, Psychologie und Sportwissenschaften, Evangelische Theologie, Katholische Theologie, Philosophie und Geschichtswissenschaften, Sprach- und Kulturwissenschaften, Neuere Philologien und Geowissenschaften/Geographie, bestimmt in § 4 Abs. 3 Satz 3: „Das Thema der Dissertation soll so beschaffen sein, dass es voraussichtlich in zwei bis drei Jahren zur Promotion führen kann.“
Für ausländische Studierende gilt: Eine Aufenthaltserlaubnis zur Promotion in Deutschland wird für maximal fünf Jahre erteilt. Zu den Rechtsgrundlagen zählt § 20 Abs. 6 Nr. 4 AufenthG.
Wenn also der Zeitraum der Promotion grundsätzlich durchaus flexibel gehandhabt werden kann, so ist zu beachten, dass Doktorandenstellen, Graduiertenkollegs usw. meist zeitlich befristet sind; läuft also eine entsprechende Stelle vor Abschluss der Promotion aus, kann die Fortsetzung durch fehlendes Einkommen oder beendeten Zugang zu Forschungseinrichtungen (z. B. Labore) erschwert werden.

### Doktorandenstellen
Insbesondere in den naturwissenschaftlichen Fächern (teils auch in der Medizin und in den Geisteswissenschaften) kann die Arbeit an der Dissertation aufgrund des Umfanges der Themen innerhalb eines begrenzten Zeitraums von 3 bis 4 Jahren im Rahmen einer bezahlten Doktorandenstelle erstellt werden. Wegen der erforderlichen umfassenden Recherchen sowie des Umfangs der Dissertation kann es hier durchaus fünf Jahre oder mehr bis zur Fertigstellung dauern, was in der Verlängerung der Fristen berücksichtigt wird.
In den meisten Fällen sind solche Doktoranden in den Forschungs-, oft auch in den Lehrbetrieb eines Hochschulinstituts eingebunden. Die Hochschule vergütet in diesem Fall auf Basis des TV-L in der Entgeltgruppe 13. Hierbei werden oft nur „halbe“ Stellen (meist 65 %) vergeben, in Mangelfächern wie Informatik und Ingenieurwissenschaften oft auch volle Stellen. Auch Akademien oder technische Versuchsanstalten kommen in Frage, während rein externe Dissertationen in vielen nicht-geisteswissenschaftlichen Fächern selten sind. Doktorandenstellen werden aus Budgetmitteln (Planstellen), aus Projektgeldern (Drittmittel) oder durch ein Stipendium finanziert.

### Doktorandenstudium
Seit einigen Jahren schreiben einige Universitäten des deutschen Sprachraums für manche Fächer ein spezielles Doktoratsstudium von zwei bis vier Semestern vor. Im Ausland sind diese Doktorstudien mit sogenannten wissenschaftlichen Forschungsdoktoraten und dem Abschluss Ph.D. üblich.

### Beginn der Dissertation noch während des Medizinstudiums
Bei den Humanmedizinern ist es meist durch die Promotionsordnung erlaubt, schon während des Studiums mit einer Dissertation zu beginnen; eine Mindestnote beim Studienabschluss kann also nicht verlangt werden. Auf diese Weise ist der Grad „Dr. med.“ mit Ende des Studiums erreichbar. Die Bandbreite des Arbeitsaufwandes bei medizinischen Dissertationen reicht von wenigen Wochen bis zu mehreren Jahren. Die kürzeste Dissertation in Medizin in Deutschland wurde 2006 an der Universität Münster angenommen. Der deutsche „Dr. med.“ wird heute im angelsächsischen Raum nicht als Forschungsdoktorat anerkannt, sondern wie ein Berufsdoktorat einer Masterthesis gleichgestellt, sofern nicht im konkreten Fall eine eigenständige wissenschaftliche Leistung nachgewiesen werden kann. Der deutsche Wissenschaftsrat vertritt seit 2009 eine ähnliche Position.

### Eigenständigkeit
Die Dissertationsschrift muss oft eine Versicherung an Eides statt darüber enthalten, dass sie „selbstständig und ohne unzulässige Hilfe“ verfasst wurde. Daran fehlt es z. B. bei „inhaltliche(n) Anregungen und Hilfestellungen im Hauptteil durch eine professionelle Promotionsberatung“ oder „(entgeltliche) professionelle Hilfe bei der inhaltlichen und strukturellen Erarbeitung der Gliederung“. Strafbar ist die gegebenenfalls falsche eidesstattliche Versicherung, wenn die Universität durch Gesetz oder Rechtsverordnung befugt ist, im Promotionsverfahren eine eidesstattliche Versicherung abzunehmen.

## Promotionsverfahren
Für die Form der Dissertation erlassen die Promotionsausschüsse in der Regel Richtlinien, um den Rahmen für ein ordentliches und einheitliches Erscheinungsbild festzulegen.
Die fertige Dissertation wird bei der fachlich zuständigen Fakultät eingereicht, die das Promotionsverfahren eröffnet und einen Promotionsausschuss bestellt. Die formale Vorgehensweise des Verfahrens ist in der Promotionsordnung der Fakultät festgelegt.
Der Ausschuss prüft die formalen Kriterien und entscheidet über Annahme oder Ablehnung. Bei Annahme werden zwei Hochschulprofessoren oder habilitierte Hochschuldozenten um eine schriftliche Begutachtung der Dissertation ersucht. Weichen die beiden Gutachten in ihrer Bewertung deutlich voneinander ab, kann ein drittes Gutachten angefordert werden. Einige Fakultäten verlangen ein drittes Gutachten auch dann, wenn die beiden ersten die Note summa cum laude vorgeschlagen haben. Gutachten und Dissertation können danach eine bestimmte Zeit (meistens zwei Wochen) in der Fakultätsverwaltung „fakultätsöffentlich“ eingesehen und mögliche Einsprüche angemeldet werden.
Ist die Dissertation (der schriftliche Leistungsbestandteil des Promotionsverfahrens) positiv beurteilt, folgt der mündliche Leistungsbestandteil – das Rigorosum („strenge Prüfung“ im Promotionsfach) oder die Disputation, die auch Defensio (öffentliche Verteidigung der Arbeit) genannt wird.
Das Rigorosum ist eine mündliche Prüfung und erstreckt sich auch über benachbarte Fachgebiete, die meistens durch zwei Nebenfachprüfungen abgedeckt werden. Die Prüfer sind drei bis fünf Hochschulprofessoren oder -Dozenten, darunter die Gutachter der Dissertation, von denen nur einer der Fakultät oder Universität angehören muss, an der sie eingereicht wurde.
Die Disputation besteht aus einem (hochschul-)öffentlichen Vortrag (meistens 20 bis 30 Min.) und einer anschließenden etwa einstündigen Diskussion/Befragung (= eigentliche Verteidigung). Der Vortrag wird heute meistens über das Thema der Dissertation gehalten, es gibt aber auch Fakultäten (z. B. die philosophischen Fakultäten in Tübingen und Kiel), an denen der Kandidat über ein Thema vortragen muss, das in keiner Verbindung zur Dissertation steht.
Weil die Art des Promotionsverfahrens von Fach zu Fach und von einer Hochschule zur anderen stark variiert, ist ein direkter Vergleich kaum möglich, sondern allenfalls indirekt über das Renommee der Hochschule oder des Mentors.
Nach erfolgreichem Abschluss des Verfahrens ist die Dissertation zu veröffentlichen. Dies kann bei einem Verlag geschehen, in einer Fachzeitschrift, im Selbstverlag, als Mikrofilm oder neuerdings auch digital (Netzpublikation) – siehe unten. In der Regel sollte der veröffentlichte Text der eingereichten und begutachteten Fassung entsprechen, manchmal empfehlen die Gutachter aber auch eine (teilweise) Überarbeitung oder Kürzung. Je nachdem wie viel Zeit bis zur Veröffentlichung vergangen ist, kann allerdings auch eine Überarbeitung bzw. Ergänzung im Hinblick auf zwischenzeitlich erschienene neuere Forschungsliteratur des betreffenden Fachgebietes sinnvoll sein. Manche Promotionsordnungen schreiben auch eine ausdrückliche Genehmigung der Betreuer bzw. Gutachter zur Veröffentlichung vor, insbesondere wenn die veröffentlichte Fassung deutlich von der eingereichten abweicht.
Erst mit der Veröffentlichung der Dissertation sind alle Leistungsbestandteile des Promotionsverfahrens erbracht. Der Doktorgrad wird verliehen und darf nach Aushändigung der Urkunde vom Kandidaten geführt werden. Der Doktorgrad belegt die Fähigkeit zur selbstständigen wissenschaftlichen Arbeit. Die Verleihung des Doktorgrades und anderer akademischer Grade ist das vornehmste Recht der Fakultäten.

## Bewertungsstufen einer Dissertation
Für die Promotion können in Deutschland (Beispielhaft hier: Notenskala der Fakultät für Mathematik, Informatik und Statistik der LMU München) und der Schweiz je nach Promotionsordnung für den jeweiligen Doktorgrad einer Hochschule folgende Bewertungsstufen gelten:
| Deutschland | Deutschland                                   | Schweiz                                                                                              |
| --- | --------------------------------------------- | --- |
| summa cum laude „mit höchstem Lob, mit Auszeichnung, ausgezeichnet“ D-Notenskala: 0,5 bis 0,7                         | opus eximium „herausragendes Werk“            | summa cum laude „hervorragend“ CH-Notenskala: 6 oder insigni cum laude „sehr gut“ CH-Notenskala: 5,5 |
| magna cum laude „mit großem Lob, sehr gut“ D-Notenskala: 0,7–1,5                                                      | opus valde laudabile „sehr lobenswertes Werk“ | magna cum laude „gut“ CH-Notenskala: 5                                                               |
| cum laude „mit Lob, gut“ D-Notenskala: 1,5–2,5                                                                        | opus laudabile „lobenswertes Werk“            | cum laude „befriedigend“ CH-Notenskala: 4,5                                                          |
| rite „regelgemäß, befriedigend, genügend“ D-Notenskala: 2,5–3,3                                                       | opus idoneum „geeignetes Werk“                | rite „ausreichend“ CH-Notenskala: 4                                                                  |
| insufficienter, non sufficit, non rite „ungenügend“ oder sub omni canone „unterhalb jedes Maßstabs“ D-Notenskala: > 3 | insufficienter, non rite „ungenügend“         | „ungenügend“ CH-Notenskala: < 4                                                                      |

Die Bewertungsstufen können auch alle auf Deutsch bezeichnet werden und um „bestanden“ ergänzt sein. Teilweise variieren die Übersetzungen der lateinischen Bezeichnungen der Noten in arabische Zahlensystematiken von Universität zu Universität stark. So erhält man beispielsweise bei einem „cum laude“ nur die Note 1,6 und bei einem „rite“ hingegen noch eine Note von 2,2. Einige Promotionsordnungen sehen Zwischennoten vor, wie beispielsweise satis bene zwischen cum laude und rite. Andere verzichten ganz auf eine Übertragung in arabische Noten. Wiederum andere Universitäten verzichten auf die Übertragung in lateinische Notenbezeichnungen. Viele Verlage nehmen nur Arbeiten zur Publikation an, die mindestens mit magna cum laude bewertet worden sind. In Österreich werden Dissertationen nach dem normalen Notenschema von 1 (sehr gut) bis 5 (nicht genügend) ohne Zwischennoten beurteilt.
In Deutschland wird eine „Noteninflation“ beklagt. Zwischen 2001 und 2018 vergaben etwa in den Fächern Philosophie und Geschichtswissenschaften bestimmte Universitäten für mindestens 40 % aller eingereichten Arbeiten das Prädikat „summa cum laude“. In den Wirtschaftswissenschaften nahm Mannheim mit einem Wert von 66 % eine Spitzenstellung ein. In einigen Disziplinen hat eine Gegenbewegung eingesetzt. So sind in der Zahnmedizin in den Jahren 2001 bis 2018 nur an vier Universitäten mehr als 10 % der Dissertationen mit „summa cum laude“ beurteilt worden, alle anderen Universitäten lagen unter dieser Schwelle.
Es gibt auch Promotionsordnungen, die keine Bewertungsstufen enthalten. So sind etwa laut § 17 der Promotionsordnung der TU München Dissertationen als „Mit Erfolg bestanden“ oder „Nicht bestanden“ zu bewerten. Lediglich bei durchgängig übereinstimmender Beurteilung der Dissertationsarbeit und der mündlichen Prüfung kann zusätzlich ein „Mit Auszeichnung bestanden“ (summa cum laude) für die Gesamtleistung zuerkannt werden.
Bei der Umsetzung akademischer Grade, die in den Niederlanden erworben wurden, ist zu berücksichtigen, dass es an den meisten niederländischen Universitäten und Fachhochschulen nur eine Auszeichnungsstufe, cum laude, gibt. Eine Gleichsetzung des niederländischen cum laude mit der deutschen Bewertung wäre daher nicht korrekt. Dies trifft auch für Spanien zu.

## Veröffentlichung der Dissertation
In einigen Staaten, insbesondere in Deutschland (nicht aber im angelsächsischen Raum und auch nicht in Österreich), ist die Veröffentlichung der Dissertation integraler Bestandteil des Verfahrens. Dadurch soll gewährleistet werden, dass die Arbeit dauerhaft zugänglich ist und die durch sie gewonnenen Erkenntnisse allgemein rezipiert werden können. Im Zusammenhang mit diversen Fällen von Plagiaten hat sich zudem gezeigt, dass durch die Veröffentlichungspflicht auch die Arbeitsweise des Verfassers und die Anforderungen der jeweiligen Betreuer an ihre Doktoranden öffentlich überprüft werden können.
Die Einzelheiten regeln die einzelnen Promotionsordnungen. Unter anderem muss der Doktorand der Hochschule eine bestimmte Anzahl an Pflichtexemplaren überlassen. Verdienen können die Doktoranden selten an ihrer Dissertation, da die Themen überwiegend Nischenthemen behandeln und die Veröffentlichungen darum vorwiegend von Bibliotheken angeschafft werden. Die Auflagen sind in der Regel klein: Mehr als hundert Exemplare werden selten verkauft, mehr als 300 bis 400 selten gedruckt. Doch mitunter übernimmt das Institut oder die Hochschulbibliothek im Rahmen des wissenschaftlich üblichen Schriftenaustausches den Versand einer größeren Anzahl, wenn das Thema der Ausrichtung seiner Forschung entspricht. In den meisten Promotionsordnungen ist ein bestimmter Zeitraum (oft zwei Jahre nach der mündlichen Prüfung) vorgeschrieben, innerhalb dessen die Dissertation veröffentlicht werden sollte; eine Verlängerung dieser Frist ist manchmal auf Antrag möglich.
Die Publikation kann geschehen:
1. bei einem Verlag: Hierfür gibt es auf Dissertationen spezialisierte Verlage sowie Fachverlage.
2. Druck im Selbstverlag.
3. als Mikroform.
4. als elektronische Veröffentlichung.

Die Veröffentlichung wird nachgewiesen durch Abgabe einer vorgeschriebenen Zahl gedruckter Exemplare an die Fakultät oder die Hochschulbibliothek, die grundsätzlich ein Exemplar an die Deutsche Nationalbibliothek oder an die Österreichische Nationalbibliothek weiterleitet.
Zu 1: Speziell in den Geisteswissenschaften gilt die Aufnahme der Arbeit in ein reguläres Verlagsprogramm, am besten in eine Publikationsreihe, als besonders ehrenvoll. Oft muss dem Verlag ein Zuschuss – in der Regel um die 2000 Euro, teils aber deutlich mehr – gezahlt werden, was einen beträchtlichen Kostenfaktor in der „Gesamtrechnung“ für die Mühen des Doktor-Werdens bedeutet. Es gibt allerdings die Möglichkeit, sich um spezielle Druckkostenstipendien zu bewerben. In der Regel ist hierfür jedoch die Bestnote erforderlich, manche Institutionen, die solche Stipendien vergeben, sind auch thematisch ausgerichtet und fördern daher nur bestimmte Dissertationsthemen oder Fachgebiete. Doktoranden einiger Fakultäten wie der Politologie nutzen wegen der hohen Kosten für den Zuschuss inzwischen für ihre Dissertationen auch Digitaldienstleister bzw. Self-Publishing-Plattformen.
Zu 2: Einige Institute führen eigene Publikationsreihen für die Veröffentlichung von Dissertationen (z. B. „Schriftenreihe des Instituts für …“). Eine Aufnahme der Arbeit in eine solche Reihe bedeutet allerdings nicht immer, dass auch ein Druckkostenzuschuss übernommen wird.
Zu 3: Die Veröffentlichung als Mikrofilm oder -fiche ist heute unüblich geworden, da diese Medien weitgehend durch elektronische Veröffentlichungsformen abgelöst wurden. Manche ältere Promotionsordnungen sehen diese Art der Veröffentlichung als Möglichkeit jedoch noch vor.
Zu 4: Immer öfter werden von den Hochschulen auch digitale Netzpublikationen anerkannt. Sie sollten meist als PDF-Dateien vorliegen. Hierbei ist in der Regel aber vorgeschrieben, dass diese Dokumente von einer bestimmten Institution, z. B. der jeweiligen Hochschulbibliothek oder einer von der Fakultät unterhaltenen Plattform (siehe oben) ins Netz gestellt werden. Dadurch soll gewährleistet sein, dass sie nicht nach kurzer Zeit wieder entfernt werden, sondern dauerhaft und unverändert zugänglich sind. Daher wird beispielsweise die (ausschließliche) Veröffentlichung auf einer privaten Homepage des Verfassers normalerweise nicht anerkannt. Eine Netzpublikation schließt die Veröffentlichung in einem klassischen, renommierten Fachverlag meist aus, da solche Verlage in der Regel keine Arbeiten zur Veröffentlichung annehmen, die bereits im Netz publiziert wurden. Umgekehrt tritt der Autor die Rechte an seinem Text meist vollständig an den Verlag ab und ist dann nicht mehr berechtigt, die Arbeit zusätzlich im Netz (oder anderswo) zu veröffentlichen.
Alle vier Formen haben ihre Vor- und Nachteile. Wesentliche Faktoren sind dabei:
- Kosten: Am günstigsten ist die elektronische Veröffentlichung, die oft von der Hochschule übernommen wird. Danach kommt der Selbstverlag, dann die Veröffentlichung durch einen Fachverlag (auch hier können erhebliche Kosten für den Autor entstehen).
- Verfügbarkeit: Für den Leser ist es heute am erfreulichsten, wenn das Buch im Internet kostenlos zur Verfügung steht. Wie lange die Publikation dann tatsächlich im Internet erschien, war früher oft fraglich, mittlerweile wird allerdings in den meisten Promotionsordnungen eine Online-Veröffentlichung gefordert, die dauerhaft gesichert ist. Dennoch hat eine Veröffentlichung in Buchform nach wie vor ihre Vorteile, da die Werbung renommierter Verlage die Bekanntheit der Arbeit fördert. Zudem gilt in geisteswissenschaftlichen Disziplinen als sehr erstrebenswert, dass publizierte Arbeiten von der Fachwelt – etwa durch Rezensionen – rezipiert werden. Rezensionen widmen sich jedoch fast ausschließlich gedruckten Büchern.
- Prestige: Die Publikation bei einem renommierten Fachverlag verspricht das meiste Prestige. In nicht wenigen Fächern ist sie heute nahezu eine Voraussetzung für eine weitere Hochschullaufbahn. Danach kommen mit deutlichem Abstand die verschiedenen Formen des Selbstverlages, Book-on-demand und Online-Veröffentlichung.
- Zeit: Eine Online-Veröffentlichung ist die schnellste Möglichkeit der Publikation, bei Veröffentlichung in einem klassischen Verlag vergehen mitunter vor allem durch das Einwerben von Druckkostenzuschüssen (aber in geringerem Maße auch für Lektorat, Bildbearbeitung, Satz usw.) ein Jahr oder mehr von der Abgabe der Dissertation bis zum fertigen Buch. Da der Doktorgrad in der Regel erst nach der Publikation geführt werden darf, ist dieser Zeitraum (z. B. bei der Planung der beruflichen Laufbahn) als Bestandteil der Promotionsphase zu berücksichtigen.

In der Vergangenheit wurden Dissertationen manchmal auch nur auszugsweise („Teildruck“) veröffentlicht. Dies war in Deutschland vor allem in der wirtschaftlich schwierigen Zeit nach den beiden Weltkriegen üblich, bedurfte jedoch der Genehmigung der Fakultät. Auch die Veröffentlichung als Aufsatz in einer wissenschaftlichen Zeitschrift war üblich, scheidet mittlerweile jedoch meist aufgrund des Umfanges heutiger Dissertationen aus. Selten kommt es vor, dass Dissertationen mehrere Auflagen erleben; dies gilt sowohl für eine unveränderte Neuauflage als auch für eine überarbeitete oder erweiterte Fassung, die der Verfasser zu einem späteren Zeitpunkt schreibt.
In manchen Promotionsordnungen ist vorgeschrieben, dass die veröffentlichte Arbeit mit dem ausdrücklichen Hinweis versehen sein muss, dass es sich um eine Dissertation der betreffenden Universität handelt; auch die Namen der Betreuer und das Datum der mündlichen Prüfung müssen mitunter angegeben werden. Wo diese Bestimmung fehlt, ist das gedruckte Buch manchmal nur bei genauem Lesen als Dissertation erkennbar.

## Aberkennung oder Rückgabe des durch Dissertation erlangten Doktorgrades

### Aberkennung
Bei Täuschungen über die Promotionsleistungen wie nachträglich nachgewiesenen Plagiaten innerhalb des Textes der Dissertation ist eine Aberkennung des durch die Promotion erlangten Doktorgrades möglich. Auf den Umfang der abgeschriebenen Stellen und die Frage, ob die Arbeit auch ohne die Plagiate noch als selbstständige wissenschaftliche Arbeit Bestand hätte, kommt es dabei grundsätzlich nicht an.

### Rückgabe
Namhafte Rechtswissenschaftler sind sich nicht einig darüber, ob jemand auf seinen Doktorgrad verzichten kann oder ob nur die zuständige Hochschule darüber entscheiden darf. Die herrschende Meinung vertritt etwa der emeritierte Rechtsprofessor Hartmut Maurer (Universität Konstanz) im Handbuch des Wissenschaftsrechts: Der Doktorgrad stelle ein persönliches Recht dar, „auf das verzichtet werden kann, soweit öffentliche Interessen nicht entgegenstehen“.
Dies sei ein allgemeiner Grundsatz des Verwaltungsrechts, meint auch der Hochschulrechtler Hans-Wolfgang Waldeyer (Münster).
Beide sehen grundsätzlich kein öffentliches Interesse, das den Verzicht aus juristischer Sicht ausschließen würde. Sie verneinen damit die Frage, ob ein Träger eines Doktorgrades damit generell ein höheres und deshalb schützenswertes Vertrauen genießt, das niemand – auch er selbst nicht – straflos brechen darf.
Der Rechtswissenschaftler Werner Thieme schreibt dagegen: Durch einen Verzicht versucht der angegriffene Doktor, dem Entzug des Doktorgrads zu entgehen und „damit auch dem Vorwurf des Plagiats, der Täuschung“. Da der akademische Grad von einer öffentlichen Prüfungsbehörde verliehen worden sei, könne er nicht durch eine einseitige private Erklärung „zum Erlöschen“ gebracht werden und die förmliche Aberkennung überflüssig machen.
Der gleiche Meinungsstreit wurde schon 1988 in der Fachwelt geführt, als der schleswig-holsteinische Landtagsabgeordnete und Jurist Trutz Graf Kerssenbrock wegen angeblicher Verfahrensmängel bei der Promotion seinen Doktorgrad zurückgab. Inzwischen wurde er rehabilitiert. Seither neigen Hochschulen in Täuschungsfällen dazu, mit dem Verzicht ‚Gras über die Sache wachsen zu lassen‘.

### Gerichtsentscheidungen
Das Verwaltungsgericht Frankfurt am Main führte in einem Urteil aus, dass in einer Doktorarbeit jeder Gedankengang und jede Fußnote, die nicht aus eigener gedanklicher Leistung, sondern von dem Werk eines anderen herrührten, als solche zu kennzeichnen seien. Soweit komplette Passagen aus dem Werk eines anderen Autors in einer Dissertation nicht gekennzeichnet übernommen werden, werde über die Eigenständigkeit der erbrachten wissenschaftlichen Leistung getäuscht, führte der Verwaltungsgerichtshof Baden-Württemberg aus. Auch das Verwaltungsgericht Berlin erkannte in einem Fall den Doktorgrad ab, nachdem sich gezeigt hatte, dass nur 95 von insgesamt 294 Seiten der Dissertation nicht vom Plagiatsvorwurf betroffen waren, und es im Übrigen augenfällige Übereinstimmungen mit teilweise fast wörtlich übernommenen Passagen gab.
In Bayern wurde 2006 wie folgt geurteilt: Eine Doktorandin der Universität Regensburg hatte „ca. 35 Seiten aus 16 verschiedenen Fremdwerken“ wortgleich übernommen, davon acht Seiten ohne Belege; „an insgesamt rund 130 Stellen [seien] wortwörtliche Textübernahmen“; weitere 235 Zeilen an Übernahmen ohne ausreichende Kennzeichnung kamen später noch hinzu. Der Zweitgutachter lehnte die Arbeit daher als „insufficienter“ ab. Die Gegenklage der Doktorandin wurde vom Bayerischen Verwaltungsgerichtshof wie folgt abgewiesen:

„Dabei ist der Einwand der Klägerin, sie habe die Arbeit mit bestem Wissen und Gewissen angefertigt und niemals einen Täuschungsvorsatz gehabt, unerheblich, da ihr als Doktorandin jedenfalls bekannt sein musste, dass eine solche Vorgehensweise in wissenschaftlichen Arbeiten unzulässig ist. Dass die Klägerin im maßgeblichen Zeitraum der Anfertigung ihrer Dissertation so krank gewesen sei, dass ihr deshalb die Einsichtsfähigkeit in die Rechtswidrigkeit ihrer Handlungsweise fehlte, hält der Senat nicht für glaubwürdig, da die Klägerin in dem Zeitraum vor, während und nach der Anfertigung ihrer Dissertation zwei Staatsexamina abgelegt und den Referendardienst absolviert hat. Sie war außerdem in der Lage, eine äußerlich den Anforderungen einer Dissertation entsprechende Arbeit zu fertigen. Im Übrigen kommt es aber darauf gar nicht an, da es der Klägerin unschwer möglich gewesen wäre, das Promotionsverfahren zu unterbrechen.“

## Zugang zu Dissertationen in Bibliotheken
Nach der Begutachtung und Abnahme überlässt der Verfasser gemäß der jeweiligen Promotionsordnung der Hochschulbibliothek kostenlose Exemplare der Hochschulschrift zur Bestandsaufnahme. Entweder überlässt er der Bibliothek Druckexemplare oder elektronische Dateien. Die Bibliothek fertigt eine Titelaufnahme an und stellt sie online. Jede Online-Dissertation bekommt eine individuelle URL-Adresse. Die Nationalbibliothek vergibt ebenfalls eine so genannte URN. Verlagshäuser überlassen die bei ihnen erschienenen Werke üblicherweise auch der Nationalbibliothek. Dissertationen, die im Selbstverlag erschienen sind, übergibt die Hochschulbibliothek der Nationalbibliothek. Dennoch kommt es bisweilen vor, dass bei der Deutschen Nationalbibliothek kein Exemplar der jeweiligen Dissertation vorhanden bzw. nachgewiesen ist.
Durch diese Vorgehensweise soll sichergestellt werden, dass dauerhaft Exemplare der Dissertation in mindestens zwei Bibliotheken aufbewahrt werden und zugänglich sind. Immer wieder kursierende Gerüchte, bestimmte prominente Personen hätten ihre Dissertationen „sperren lassen“ oder Anweisung gegeben, sie aus allen Bibliotheken zu entfernen, sind nicht zutreffend, wie im Einzelfall durch Recherche in einem Verbundkatalog leicht ermittelt werden kann. Allenfalls kommt es vor, dass die Arbeiten bekannter Personen von den Bibliotheken als Rara klassifiziert werden, um Diebstahl oder Beschädigung zu vermeiden, so dass eine vorherige Anmeldung zur Einsicht notwendig ist.